# Enrique Larrañaga
Enrique Larrañaga Martin (Viña del Mar, 3 de enero de 1959) es un marino en retiro chileno, que se desempeñó como comandante en jefe de la Armada de Chile desde 2013 hasta 2017.

## Familia y estudios
Cursó sus estudios en el colegio Saint Dominic's School. Ingresó a la Escuela Naval, para salir de esta institución con el grado de subteniente en 1977.
Está casado con Jeanette Silva con quien tienen 4 hijos: Enrique, Isabel y los mellizos Felipe y Sebastián.

## Carrera militar

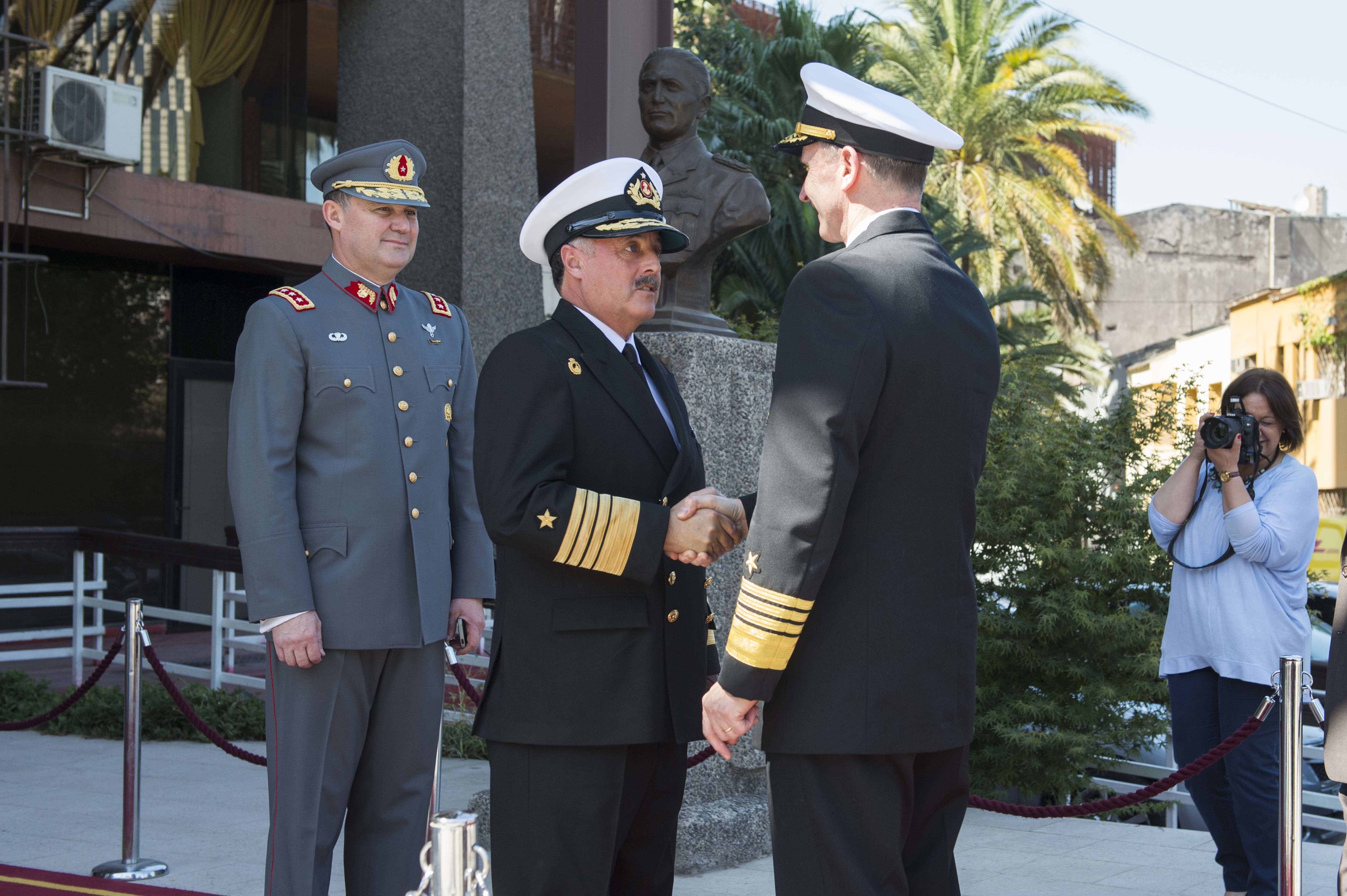
Larrañaga con el almirante estadounidense Jonathan Greenert en 2015.

Ha cumplido misiones en diversas unidades de la armada como el destructor "transporte Orella", los destructores Capitán Prat y Blanco Encalada, la fragata misilera Almirante Lynch y el Buque Escuela Esmeralda. Fue Comandante de la lancha misilera Chipana (1994), del transporte Aquiles (1999) y del Buque escuela Esmeralda (2002).
En tierra, ha sido Jefe de Estudios en la Academia de Guerra Naval, Subdirector de la Academia Politécnica Naval y Director de la Academia de Guerra Naval.
En el 2006 integró el Alto Mando de la Armada, siendo director de Educación de la Armada, secretario general de la Armada y luego, director general del Territorio Marítimo y Marina Mercante.
Fue designado comandante en jefe de la Armada por el presidente Sebastián Piñera, asumiendo el cargo, con el grado de Almirante, el 18 de junio de 2013.

### Antecedentes militares
- 1973: Cadete de la Escuela Naval Arturo Prat
- 1976: Guardiamarina
- 1977: Subteniente
- 1980: Teniente 2.º
- 1985: Teniente 1.º
- 1991: Capitán de Corbeta
- 1996: Capitán de Fragata
- 2002: Capitán de Navío
- 2007: Comodoro
- 2008: Contralmirante
- 2010: Vicealmirante
- 2013: Almirante

## Medallas y condecoraciones
- Condecoración Presidente de la República (Collar de la Gran Cruz)
- Gran Cruz de la Victoria
- Orden al Mérito Naval (Comendador)
- Cruz de la Victoria
- Condecoración Presidente de la República (Gran Oficial)
- Estrella Militar de las Fuerzas Armadas (Gran Estrella Al Mérito Militar) (30 años)
- Estrella Militar de las Fuerzas Armadas  (Estrella Al Mérito Militar) (20 años)
- Estrella Militar de las Fuerzas Armadas (Estrella Militar) (10 años)
- Condecoración Presidente de la República (Oficial)
- Cruz de Malta (Academia de Guerra Naval)
- Diosa Minerva (Profesor Militar)
- Minerva (Academia de Guerra Naval)
- Orden del Mérito Naval (Gran Oficial), Brasil
- Medalla al Mérito "Marques de Tamarandé", Brasil
- Legión al Mérito (Comandante), EE. UU.